# Amebocyt
Amebocyt (gr. ameíbō ‘zmiana’, kýtos ‘komórka’), komórka ameboidalna, komórka pełzakowata – komórka zdolna do ruchów pełzakowatych, występująca w wielu grupach organizmów, pełniąca różne funkcje, np. ochrona przed drobnoustrojami (fagocytoza), gromadzenie zbędnych produktów przemiany materii.
Amebocyty gąbek (Porifera) znajdują się w galaretowatej substancji zwanej mezohylem, występującej pomiędzy zewnętrzną a wewnętrzną warstwą komórek. Wytwarzają one krzemionkę i węglan wapnia. Ich funkcją jest zbieranie zbędnych produktów przemiany materii, trawienie pokarmu przyjmowanego od choanocytów, na których osiada zawiesina organiczna na kołnierzykach.